# Jaime Rebelo
Jaime Rebelo (Setúbal, 22 de dezembro de 1900 - 7 de janeiro de 1975), foi um militante anarquista e antifascista português, filho de Leopoldina Amélia e Gonçalo Rebelo.

## Biografia
Lutador antifascista tanto em Portugal como na Espanha, ativo sindical, foi perseguido e torturado pela ditadura fascista do Estado Novo.
Foi um dos dinamizadores da Associação de Classe dos Trabalhadores do Mar.
Jaime Rebelo viveu a maior parte da sua vida em Cacilhas.
Em 1931, na sequência da "greve dos 92 dias", Rebelo foi preso e torturado pela PIDE, tendo cortado a língua para evitar falar.
Vítima de constantes perseguições, emigra para a Espanha onde se junta às milícias da CNT (Confederação Nacional do Trabalho), confederação operária anarcossindicalista, e aí comanda uma unidade que combateu na frente meridional na Guerra Civil Espanhola.

## Romance do Homem da Boca Fechada
O escritor Jaime Cortesão dedicou-lhe um poema intitulado Romance do Homem da Boca Fechada, homenageando a sua atitude durante os interrogatórios a que foi submetido pela polícia política.
O poema circulou clandestinamente nos anos 30 do século XX, durante o Estado Novo, tendo sido publicado, em 1937, no jornal Avante!, órgão clandestino do Partido Comunista Português

## Homenagens
Em Setúbal o seu nome foi dado a uma avenida, junto ao rio Sado.